# Thạch Ốc Thanh Củng
Thạch Ốc Thanh Củng (zh. 石屋清珙 Shiwu Qinggong, 1272-1352) là một vị Thiền sư Trung Quốc đời Nguyên, thuộc phái Dương Kỳ và phái Phá Am của tông Lâm Tế. Sư được biết đến là một nhà ẩn sĩ và thi sĩ nổi tiếng của Trung Quốc với nhiều bài thơ còn được lưu truyền đến ngày nay. Dòng Thiền Lâm Tế của Sư được truyền vào bán đảo Triều Tiên thông qua hai đệ tử là Bạch Vân Cảnh Nhàn và Thái Cổ Phổ Ngu.

## Cơ duyên và hành trạng
Sư họ Văn, sinh vào năm Hàm Thuần thứ 8 (1275) thời Nam Tống, quê ở Thường Thục, Giang Tô, mẹ tên là Lưu Thị. Lúc mẹ sinh ra Sư, có ánh sáng lạ xuất hiện. Năm 20 tuổi, sư theo Pháp sư Duy Vĩnh ở Sùng Phước tự xuất gia. Đến năm 23 tuổi, sư thọ giới Cụ túc.

### Tham học với Cao Phong
Đầu tiên, Sư lên núi Thiên Mục tham yết Thiền sư Cao Phong Nguyên Diệu. Cao Phong hỏi: "Ông đến đây vì việc gì?" Sư trả lời: "Con vì cầu pháp mà đến!" Cao Phong bảo: "Pháp vốn không dễ cầu. Ông muốn cầu thì phải đốt ngón tay làm hương mới được!" Sư nói: "Nhưng chính con thấy Hoà thượng ngay trước mắt. Làm sao Pháp có thể che dấu được?"  Thiền sư Cao Phong nghe vậy hài lòng thầm chấp nhận cho sư theo mình tham học và trao cho Sư câu thoại đầu "Vạn pháp quy nhất" để tham cứu.
Dù đã ở hội của Thiền sư Cao Phong hơn ba năm nhưng chỉ đạt được chút ít sở đắc nên Sư chán nản đến bái tạ để đi nơi khác tham học. Thiền sư Cao Phong bèn chỉ sư đến tham học với vị huynh đệ đồng thờ Thiền sư Tuyết Nham Tổ Khâm làm thầy là Thiền sư Cập Am Tông Tín (zh. 及庵宗信).

### Đắc pháp nơi Cập Am
Băng qua sông Trường Giang, Sư tới được chổ của Thiền sư Cập Am Tông Tín, lúc này đang trụ tại chùa Tây Phong gần Kiến Dương. Cập Am hỏi Sư đã được dạy những gì, Sư nêu lại câu thoại "Vạn pháp quy nhất". Cập Am hỏi ý nghĩa của câu thoại này là gì nhưng sư im lặng. Cập Am nói: "Đó chỉ là tử cú (câu chết). Ông đã nhặt được thứ rác rưởi đó ở đâu vậy?" Sư đảnh lễ và xin Cập Am chỉ dạy. Cập Am dạy Sư tham câu thoại "Nơi chư Phật trụ, đừng dừng lại; Nơi chư Phật không trụ, hãy mau đi qua." Sư không hiểu nhưng vẫn quyết định ở lại với Cập Am.
Một ngày nọ, Cập Am hỏi sư về câu thoại trên và Sư đáp: "Khi lên ngựa, thấy được con đường." Cập Am không hài lòng và nhắc nhở Sư thêm một lần nữa. Sư lại rời đi nhưng khi xuống núi lúc thấy một cái đình thì sư bỗng nhiên đại ngộ. Sư quay lại gặp Cập Am và nói: "Khi chư Phật trụ, đừng dừng lại. Đó là tử cú. Khi chư Phật không trụ, hãy mau đi qua. Đó cũng là tử cú. Bây giờ con đã hiểu được hoạt cú (lời sống)." Cập Am hỏi Sư hiểu được gì, Sư liền đáp: "Thời tiết thanh minh lúc mới mưa, Hoàng Ly đầu càng hót rõ ràng." Cập Am gật đầu ấn chứng và tiên đoán rằng: "Về sau ta và ông sẽ ngồi chung một khám."

### Hoằng pháp
Khi Cập Am đến trụ trì tại đạo tràng ở Hồ Châu, Sư được giao quản lý tạng kinh các. Hoà thượng Cập Am nói với đại chúng về Sư rằng: "Người này là cá vảy vàng trong biển pháp." 
Lúc Cập Am dời tới chùa Linh Ẩn hoằng pháp, Sư cũng được cử đến làm trợ tá dạy Thiền cho các tăng sĩ khác trong chùa.
Ban đầu Sư ẩn cư tại Thiên Hồ sơn ở gần Hồ Châu, tỉnh Chiết Giang (lúc này sư khoảng 40 tuổi) và dự định sẽ sống hết đời tại đây. Tuy nhiên sau đó dự định này bị trì hoãn, gần vùng Sư ở có một ngôi chùa tên Phúc Nguyên tự vừa mới được khánh thành và đang thiếu trụ trì, mọi người bèn nài thỉnh Sư đến đó làm trụ trì. Sư ra sức từ chối, vị huynh đệ đồng môn là Thiền sư Bình Sơn Sử Lâm khuyên Sư nên lấy việc hoằng pháp làm trọng yếu. Sư nghe theo lời khuyên của Thiền sư Bình Lâm và bắt đầu truyền đạo ở Phúc Nguyên tự.
Sau bảy năm sống ở Phúc Nguyên tự, Sư từ chức trụ trì và quay trở lại ẩn cư tại Thiên Hồ sơn. Tại đây Sư sống một cuộc đời của người ẩn sĩ xa lánh thế tục, không màng danh lợi vật chất. Dù thiếu thốn về vật chất nhưng Sư không bao giờ nhờ cậy sự giúp đỡ của đàn việt, nếu không có thức ăn thì Sư uống tạm nước suối cho qua bữa. Sư tính tình hiền lành, thương người, thương vật. Sư có sáng tác nhiều bài "sơn thi" mang đậm tính Thiền học, nhân văn, có ý nghĩ cảnh tỉnh người đời. Hoàng hậu Nhà Nguyên vì quý trọng đức hạnh của Sư nên ban tặng cho sư một tấm y ca-sa kim lan, các đệ tử của Sư rất tự hào về điều đó nhưng Sư lại tỏ ra thờ ơ.
Tháng 7 năm thứ 12 (1352) niên hiệu Chí Chính đời Nguyên, vào buổi sáng, sau khi nói lời từ biệt với các môn đệ, Sư thị tịch, thọ 81 tuổi. Vua Cao Ly ban thụy là Phật Từ Huệ Chiếu Thiền sư.
Sau khi Sư tịch, Thiền sư Bình Sơn đã đến núi Thiên Hồ và thu gom một nửa di vật của Sư và gửi sang Cao Ly cho pháp tử của Sư là Thiền sư Bạch Vân Cảnh Nhàn và Thái Cổ Phổ Ngu. Các vị này đã xây một ngôi chùa để bảo quản và thờ cúng các di vật trên.

## Tác phẩm
Các tác phẩm do chính Sư sáng tác hoặc được đệ tử sưu tập còn lưu truyền đến nay là:
- Thạch Ốc Thanh Củng Thiền Sư Sơn Cư Thi (zh. 石屋清珙禪師山居詩)
- Thạch Ốc Thanh Củng Thiền Sư Ngữ Lục (zh.石屋清珙禪師語錄)
- Thạch Ốc Thanh Củng Thiền Sư Thi Tập (zh. 石屋珙禪師詩集)

Ngoài ra một số sách về văn học cũng có đưa các bài thơ của Sư vào như Cổ Kim Thiền Tảo Tập (zh. 古今禪藻集) là 25 bài, Nguyên Thi Tuyển (zh. 元詩選) là 33 bài và Tống Nguyên Thi Hội (zh. 宋元詩會) là 12 bài.
Một bài thơ trong Sơn Cư Thi thể hiện tính nhân văn, khuyên người hướng thiện của Sư:
Hán văn
三 十 餘 年 住 崦 西。
钁 頭 邊 事 不 吾 欺。
一 園 春 色 熟 茶 筍。
數 樹 秋 風 老 栗 梨
山 頂 月 明 長 嘯 夜
水 邊 雲 暖 獨 行 時
舊 交 多 在 名 場 裡
竹 戶 長 開 待 阿 誰
Phiên âm
Tam thập dư niên trú yêm tây
Quắc đầu biên sự bất ngô khi
Nhất viên xuân sắc thục trà duẩn
Số thụ thu phong lão lật lê
Sơn đỉnh nguyệt minh trường khiếu dạ
Thuỷ biên vân noãn độc hành thời
Cựu giao đa tại danh trường lý
Trúc hộ trường khai đãi a thuỳ?
Dịch nghĩa
Dư ba mươi năm yêm tây trú
Việc cầy bừa nào có thiếu đâu
Một vườn Xuân sắc toàn trà nụ
Vài cây giẻ, lê đón gió Thu
Hát suốt đêm trăng, trên đỉnh núi
Bên dòng nước, mây ấm trôi đi
Bạn cũ đều trong trường danh lợi
Cửa tu mở rộng chờ ai ni?
Một bài Sơn Thi khác mà Sư dùng đối tượng bên ngoài (cảnh) để thể hiện triết lý vô tâm của Thiền tông:
Hán văn
松 下 雙 扉 泠 不 扃
一 龕 金 像 照 青 燈
眠 雲 野 鹿 驚 回 夢
落 澗 獼 猴 墜 折 藤
得 意 看 山 山 轉 好
無 心 合 道 道 相 應
多 時 不 向 門 前 去
蘚 葉 苔 花 積 幾 層
Phiên âm
Tùng hạ song phi lãnh bất quynh
Nhất kham kim tượng chiếu thanh đăng
Miên vân dã lộc kinh hồi mộng
Lạc giản mi hầu truỵ chiết đằng
Đắc ý khán sơn sơn chuyển hảo
Vô tâm hợp đạo đạo tương ưng
Đa thời bất hướng môn tiền khứ
Tiển diệp đài hoa tích kỷ tầng.
Dịch nghĩa
Dưới tòng hai cửa lạnh, không đóng
Tượng vàng trong khám chiếu thanh đăng
Mây và nai rừng kinh tỉnh mộng
Dưới suối bầy khỉ rơi, bám cành
Đắc ý, nhìn núi, núi chuyển tốt
Vô tâm hợp đạo, đạo tương ưng
Nhiều khi không đi ra cửa trước
Hoa lá, rong rêu đã mấy từng.